# Great Central Railway
A Great Central Railway (GCR) foi uma companhia ferroviária da Inglaterra que teve seu início quando a Manchester, Sheffield and Lincolnshire Railway alterou seu nome em 1897, em uma antecipação à inauguração da London Extension, a linha principal da Great Central.
Em 1922 a companhia se desfez, agrupando-se à London and North Eastern Railway, através do Ato Ferroviário de 1921.
Atualmente, algumas secções da linha principal em Leicestershire e Nottinghamshire estão preservadas, concretamente os troços 
- Leicester North-Mountsorrel/Loughborough Central
- East Leake-Ruddington

A re-conexão destes troços está plantejada/em curso (a medeados de 2017).